# 清徳寺 (品川区)
清徳寺（せいとくじ）は、東京都品川区にある臨済宗建長寺派の寺院。

## 概要
1332年（元徳2年）、仏寿禅師（実質的には真照大定禅師）によって開山された。しかしその後の戦火のため、寺運衰微してしまった。
天文年間（1532年～1555年）、後北条氏の下で梅江和尚により、中興している。
1637年（寛永14年）に東海寺の創建にあたり、敷地予定地内の寺院は立ち退きを命じられたが、当寺は沢庵宗彭の宿舎になっていたことから、移転を免除されている。

## 交通アクセス
- 新馬場駅より徒歩3分。